# Ulomyia undulata
Ulomyia undulata és una espècie d'insecte dípter pertanyent a la família dels psicòdids que es troba a Europa: França, Alemanya i Txèquia.